# Linkaufbau
Linkaufbau (auch Linkbuilding genannt) beschreibt die absichtliche Erhöhung der Anzahl und Qualität von Backlinks, d. h. Links, die auf eine Webseite verweisen. Der Linkaufbau ist dem Bereich der Suchmaschinenoptimierung (SEO) zuzuordnen. Zum Linkaufbau gehören z. B. Link-Tausch oder Linkbaiting.

## Ziele
Mit dem Linkaufbau werden vordergründig zwei Ziele verfolgt:
1. Positive Signale an die Suchmaschinen senden, damit die Platzierungen zu bestimmten Suchbegriffen (Keywords) in den Suchergebnisseiten der Suchmaschinen verbessert werden.  Hierzu soll die Linkpopularität beziehungsweise der PageRank der Webseite erhöht werden, sowie die Webseite durch Wahl eines passenden Linktextes für den Suchbegriff relevanter gemacht werden.
2. Besucher auf die Zielseite lenken.

## Arbeitsweise
Während die Onpage- bzw. Onsite-Optimierung einer Webseite der Optimierung der Strukturen und Inhalte dient, wird der Fokus beim Linkaufbau auf das Umfeld der betreffenden Webseite gelegt (Off-Page-Optimierung).
Linkaufbau bezeichnet die gezielte Erzeugung der auf die eigene Webseite verweisenden Backlinks. Während früher die Anzahl und Stärke der Backlinks ausschlaggebend für ein erfolgreiches Linkbuilding war, wird heutzutage ein möglichst natürliches Linkwachstum simuliert. Beim organischen Linkaufbau wächst die Anzahl der Backlinks und die damit verbundene Domainpopularität einer Webseite auf natürlichem Weg. Das eigene Linkwachstum kann durch Maßnahmen wie hochwertige Inhalte (Content), themenrelevante und regelmäßig aktualisierte Informationen sowie PR-Maßnahmen beeinflusst werden.
Im Gegensatz dazu stehen Methoden, die zum Beispiel durch Linkkauf, Linkmiete, Linktausch, künstliche Linkfarmen, Expired Domains und deren bestehende Verlinkungen aus der Zeit vor der Domainlöschung oder auch Schattendomains auf eine Anhäufung der eigenen Domainpopularität setzen. Ein forcierter Linkaufbau besteht häufig aus Linkquellen wie Presse- und PR-Artikeln oder Links aus Texten, die zum Beispiel in Artikelverzeichnissen und freien Blogs nur zu dem Zweck des Linkaufbaus untergebracht werden. Da diese Maßnahmen aktiv durchgeführt werden, spricht man hierbei auch von einem künstlichen Linkaufbau. Auch die Teilnahme in sozialen Netzwerken, das Kommentieren auf Blogs oder Antworten in Experten-Communitys werden häufig zum Linkaufbau verwendet. Selbst Wikipedia-Artikel werden genutzt, um Links zu bekommen. Foren-, Blog- und Wikibetreiber setzen daher bei externen Links, die von Nutzern eingefügt werden können, oft automatisch das nofollow-Attribut. Eine solche Auszeichnung entwertet einen Link für die Suchmaschinen. Google hat mit der Einführung der beiden Linkattribute „ucg“ & „sponsored“ 2019 zwei neue Attribute eingeführt, womit nofollow-Links unterschiedliche Gewichtungen erhalten.
Dem künstlichen Linkaufbau durch gezielte Suchmaschinenoptimierung wirken Suchmaschinen durch regelmäßige Änderungen des Ergebnisalgorithmus entgegen. In diesem Zuge werden Webseiten, auf die in kurzer Zeit eine hohe Anzahl unnatürlicher Links gesetzt wurden, in den Suchergebnissen nach hinten befördert oder zum Teil auch gänzlich aus dem Index gelöscht. Mittlerweile ist Google in der Lage, künstliche Linkstrukturen wie gleiche Netzwerke, reziproken Linktausch oder die Teilnahme an Tausch- und Verkaufsnetzwerken aufzudecken. Insbesondere seit dem Google Pinguin-Update, welches sich gegen Webseiten mit künstlichem Linkprofil richtet, achtet Google auf eine branchen- und themenübliche Linkstruktur.